# Saint-Jean-de-Gonville
Saint-Jean-de-Gonville – miejscowość i gmina we Francji, w regionie Owernia-Rodan-Alpy, w departamencie Ain.

## Demografia
Według danych na styczeń 2012 roku gminę zamieszkiwało 1555 osób, a gęstość zaludnienia wynosiła 125,8 osób/km².